# 亨德里克斯鎮區 (明尼蘇達州林肯縣)
亨德里克斯鎮區（英語：Hendricks Township）是位於美國明尼蘇達州林肯縣的一個行政鎮區。

## 地方資料
亨德里克斯鎮區的面積為94.45平方千米，當中陸地面積為90.87平方千米，而水域面積為3.58平方千米。根據2020年美國人口普查的數據，當地共有人口186人，而人口密度為每平方千米1.97人。